# Křivé obvinění
Křivé obvinění je trestný čin proti pořádku ve věcech veřejných podle § 345 trestního zákoníku. Spáchá jej ten, kdo jiného lživě obviní ze spáchání trestného činu, jeho prostřednictvím je tedy chráněna jak čest všech občanů, tak řádný výkon pravomocí orgánů činných v trestním řízení, aby nedošlo k trestnímu stíhání nevinných osob.
Základní trestní sazba jsou až dva roky odnětí svobody, pokud by byl přímo dán úmysl přivodit trestní stíhání jiného, zvyšuje se o jeden rok. Kvalifikované skutkové podstaty, např. křivé obvinění prostřednictvím médií, poškození jiného v zaměstnání či rodině, úmysl zakrýt nebo zlehčit vlastní trestný čin nebo způsobení značné škody, resp. škodu velkého rozsahu, vedou k trestu odnětí svobody na dvě léta až osm let, resp. tři léta až deset let.